# 亚洲女子大学
亚洲女子大学是一所位于孟加拉国吉大港市的国际性大学。该大学录取学生仅以学生的成绩为依据，不管学生的家庭收入如何。

## 概述
亚洲女子大学建于2008年，位于孟加拉国的吉大港市，是一所寄宿文理学院，提供文理学术本科课程。在2004年亚洲女子大学奠基仪式上，孟加拉国总理卡莉达·齐亚发表讲话指出：“这所大学不仅将为孟加拉国、而且还将为亚洲其他国家的贫困女学生提供上大学的机会。”
2008年3月，亚洲女子大学启动了第一个学术预科班项目，共有130名来自孟加拉国、斯里兰卡、尼泊尔、印度、巴基斯坦和柬埔寨的年轻女学生参加了该课程：该课程项目第一个班的女学生于2009年7月毕业，继续攻读本科课程，于2013年大学毕业。据统计，截止至2012年，亚洲女子大学所招学生来自12个国家或地区：阿富汗、孟加拉、不丹、柬埔寨、中国、印度、缅甸、尼泊尔、巴基斯坦、巴勒斯坦、斯里兰卡和越南。
亚洲女子大学还获得了来自澳大利亚、香港、日本和英围相关组织的援助，有益于大学资金运转、学术建设和其他相关事宜。亚洲女子大学是一所全球组织机构共同支持的大学，且该校的女大学生多为贫困家庭出身，少有接受高等教育的机会，因此，学校为她们设置了奖学金制度，作为对她们的奖赏、鼓励与肯定。它的博雅教育课程主要集中于社会分析、伦理思维、文明史、自然科学与数学、修辞、哲学、政治、经济、亚洲文化以及其他社会科学领域。正如其教育愿景所指出的，亚洲女子大学致力于向区域内最有前途的年轻女性提供高质量的高等教育，而不论她们的家庭社会背景、家庭状况和经济地位。因此，只要是有才能和有天赋的学生，即便是来自贫困家庭、偏远地区，或者是难民出身也会被学校录取并且得到资助以完成大学学业。